# Damion Hahn
Damion Hahn (* 12. April 1980 in Toms River, New Jersey) ist ein US-amerikanischer Ringer.

## Werdegang
Damion Hahn begann im Alter von 7 Jahren mit dem Ringen. An der High School in Lakewood, New Jersey, wurde er zu einem guten Freistilringer geschult. Er wurde später Mitglied des Central Jersey Wrestling Club und dort von Miles Hahn trainiert. Während seiner High-School-Zeit wurde er 1996 Vizemeister und von 1997 bis 1999 dreimal in Folge Meister von New Jersey.
In den Jahren 1997 bis 2000 und 2002 gewann er jeweils die USA-Juniorenmeisterschaft im Mittelgewicht. Im Jahre 2000 wurde er zudem Studentenmeister der USA (AAU). 1999 wurde er bei der Junioren-Weltmeisterschaft in Sydney eingesetzt. Er belegte dort im Mittelgewicht hinter Wadim Lalijew aus Russland, Taras Danko aus der Ukraine u. Park See-hoon aus Südkorea den 4. Platz. Bei der Junioren-Weltmeisterschaft 2000 in Nantes schnitt er nicht ganz so gut ab, denn er erreichte dort nur den 8. Platz.
Ab 2001 besuchte Damion Hahn die University of Minnesota und wurde dort von J. Robinson trainiert. Bei den sog. NCAA-Championships erreichte er 2001 und 2002 jeweils den fünften Platz, wurde aber in den Jahren 2003 und 2004 Sieger dieser Meisterschaft. 2002 verpasste er bei der Universitäten-Weltmeisterschaft in Edmonton im Mittelgewicht knapp eine Medaille, als er auf dem undankbaren 4. Platz landete.
2004 startete Damion Hahn erstmals auch bei der USA-Meisterschaft der Senioren und kam im Halbschwergewicht hinter Thomas Rowlands und Dean Morrison auf den 3. Platz. In den folgenden Jahren startete er bei einigen Meisterschaften der USA und versuchte sich bei den verschiedenen Ausscheidungen für die Weltmeisterschaften bzw. die Olympischen Spiele zu qualifizieren. Er konnte aber keinen Meistertitel gewinnen und scheiterte mit zweiten Plätzen bei den WM-Trials 2006 und bei den Olympia-Trials 2008 im Halbschwergewicht jeweils an Daniel Cormier.
Im Jahre 2008 gelang ihm aber trotzdem der größte internationale Erfolg seiner Laufbahn, als er bei den Panamerikanischen Meisterschaften in Colorado Springs im Halbschwergewicht hinter dem Kubaner Michel Batista den 2. Platz belegte.

## Internationale Erfolge
| Jahr | Platz | Wettbewerb                                         | Gewichtsklasse | |
| 1999 | 4.    | Junioren-WM (Espoirs) in Sydney                    | Mittel         | hinter Wadim Lalijew, Russland, Taras Danko, Ukraine u. Park See-hoon, Südkorea, vor Mohammad Ghorbani, Iran |
| 1999 | 2.    | New York AC-Open                                   | Mittel         | |
| 2000 | 4.    | "Dave-Schultz"-Memorial in Colorado Springs        | Mittel         | |
| 2000 | 8.    | Junioren-WM in Nantes                              | Mittel         | Sieger: Saschid Saschidow, Russland vor Shahab Ghorbani, Iran u. Taras Danko                                 |
| 2002 | 4.    | Universitäten-WM in Edmonton                       | Mittel         | hinter Fang Xiaosheng, Volksrepublik China, Sergei Kolesnikow, Israel und Majid Khodaee, Iran                |
| 2005 | 1.    | Clansmen-Intern. in Burnaby/Kanada                 | Halbschwer     | vor Steve Snjiders, Michael Neufeld u. Chris Cox, alle Kanada                                                |
| 2005 | 2.    | New York AC-Open                                   | Halbschwer     | hinter Nick Preston, vor Sean Stender u. Nick Fekete, alle USA                                               |
| 2006 | 2.    | New York AC-Open                                   | Halbschwer     | hinter Muhammed Lawal, vor David Rechul u. Kyle Cerminara, alle USA                                          |
| 2007 | 1.    | "Alexander-Medwed"-Turnier in Minsk                | Halbschwer     | vor Mohammed Lawal, Kyle Cerminara u. Ruslan Scheikow, Weißrussland                                          |
| 2007 | 5.    | "Dave-Schultz"-Memorial in Colorado Springs        | Halbschwer     | hinter Georgi Ketojew, Russland, Nick Preston, Kyle Cerminara u. Nurchan Katajew, Kasachstan                 |
| 2007 | 2.    | New York AC-Open                                   | Halbschwer     | hinter Soslan Gaglojew, Russland, vor Kyle Cdrminara u. Israel Silva, USA                                    |
| 2008 | 2.    | Panamerikanische Meisterschaft in Colorado Springs | Halbschwer     | hinter Michel Batista, Kuba, vor William Serrano, El Salvador u. David Zilberman, Kanada                     |

Anm.: alle Wettbewerbe im freien Stil, WM = Weltmeisterschaft, Mittel, bis 2001 bis 85 kg, ab 2002 bis 84 kg Körpergewicht, Halbschwer, bis 96 kg Körpergewicht

## Nationale Erfolge
| Jahr | Platz | Wettbewerb                 | Gewichtsklasse |                                                                    |
| 1997 | 1.    | USA-Jun.-Meistersch.       | Mittel         |                                                                    |
| 1998 | 1.    | USA-Jun.-Meistersch.       | Mittel         | vor Scott Kaufmann u. Jake Newsham                                 |
| 1999 | 1.    | USA-Jun.-Meistersch.       | Mittel         | vor Jason Potter u. Travis Pascoe                                  |
| 2000 | 1.    | USA-Jun.-Meistersch.       | Mittel         |                                                                    |
| 2000 | 1.    | USA-Studentenmeist. d. AAU | Mittel         |                                                                    |
| 2001 | 5.    | NCAA-Championships         | Mittel         | hinter Cael Sanderson, Daniel Cormier, Viktor Sveda u. Andy Hrovat |
| 2002 | 5.    | NCAA-Championships         | Mittel         | hinter Rob Rohn, Josh Lambrecht, Jessman Smith u. Tom Tanis        |
| 2002 | 1.    | USA-Studentenm. d. AAU     | Mittel         | vor Chris Pendleton u. Clint Wattenberg                            |
| 2003 | 1.    | NCAA-Championships         | Halbschwer     | vor Jon Trenge, Muhammed Lawal, Sean Stender u. Justin Ruiz        |
| 2004 | 1.    | NCAA-Championships         | Halbschwer     | vor Tyan Fulsaas u. J.D. Bergman                                   |
| 2004 | 3.    | USA-Meisterschaft          | Halbschwer     | hinter Daniel Cormier u. Dean Morrison, vor Thomas Rowlands        |
| 2006 | 3.    | USA-Meisterschaft          | Halbschwer     | hinter Daniel Cormier u. Nick Fekete                               |
| 2006 | 2.    | WM-Trials                  | Halbschwer     | hinter Daniel Cormier                                              |
| 2007 | 7.    | USA-Meisterschaft          | Halbschwer     | Sieger: Daniel Cormier vor Muhammed Lawal                          |
| 2007 | 3.    | WM-Trials                  | Halbschwer     | hinter Daniel Cormier u. Muhammed Lawal                            |
| 2008 | 5.    | USA-Meisterschaft          | Halbschwer     | hinter Daniel Cormier, Nick Fekete, Willie Parks u. Kurt Backes    |
| 2008 | 2.    | Olympia-Trials             | Halbschwer     | hinter Daniel Cormier, vor Sean Stender                            |

Anm.: NCAA = US-amerikanischer Hochschul-Sportverband, AAU = Amerikanische Athleten Union

## Weblink
- Profil von Damion Hahn bei United World Wrestling
- Damion Hahn im Kampf gegen Soslan Gaglojew beim Länderkampf USA gegen Russland 2007 in West Orange

| Personendaten    | Personendaten                              |
| ---------------- | ------------------------------------------ |
| NAME             | Hahn, Damion                               |
| KURZBESCHREIBUNG | US-amerikanischer Ringer                   |
| GEBURTSDATUM     | 12. April 1980                             |
| GEBURTSORT       | Toms River, New Jersey, Vereinigte Staaten |